# Mario Party 10
Mario Party 10 (マリオパーティ10?, Mario Pāti 10) è un videogioco prodotto da Nintendo e sviluppato da NDcube. Presentato per la prima volta all'E3 del 2014, è decimo capitolo per console domestiche della serie Mario Party, parte del più grande franchise di Mario. Il gioco supporta l'uso degli amiibo. Mario Party 10 è stato pubblicato in Giappone il 12 marzo 2015 per Wii U, mentre in Europa e in Nord America è disponibile dal 20 marzo dello stesso anno.

## Modalità di gioco
Mario Party 10 presenta lo stesso stile di gioco introdotto in Mario Party 9 ma con nuove modalità e personaggi.
- Mario Party: Questa modalità consiste nello stesso gameplay utilizzato in Mario Party 9. 4 giocatori si ritrovano su una macchina o altre cose che cambiano a seconda del tabellone, su cui dovranno spostarsi insieme. Se vi è un giocatore alla guida, e passa attraverso un cerchio di ministelle, quelle ministelle verranno date solo a lui. Le ministelle possono anche essere ottenute grazie ai minigiochi e le lotte coi Boss. Si potranno superare boss come Pipino Piranha, Kamek o un Mega Goomba o sbloccare aree segrete. Lo scopo è di avere più ministelle possibili alla fine per vincere.
- Bowser Party: In questa modalità è possibile giocare fino a 5 giocatori, l'ultimo dei quali interpreta Bowser con il Wii U Gamepad, mentre gli altri giocatori usando il Wii Remote Plus. Il gameplay consiste nel non perdere le vite massime (rappresentate da un cuore) difendendosi dagli attacchi del quinto giocatore che veste i panni di Bowser, il quale dovrà far perdere tutte le vite agli altri giocatori per vincere. Questa modalità presenta dei minigiochi esclusivi.
- Amiibo Party: Questa modalità consiste nello scannerizare i personaggi Amiibo della serie di Mario per ottenere un tabellone di forma quadrata basato sul personaggio raffigurato dall'Amiibo. Le partite seguono lo stile classico di Mario Party, ovvero, cercare di raccogliere più stelle possibile usando dei gettoni, solo che in questo modalità, invece di giocare con personaggi in carne ed ossa, si giocherà con le loro statuine.

## Personaggi
I personaggi giocabili sono 13, di cui 2 sbloccabili:
| Personaggio | Supportato nella modalità Amiibo Party | Sbloccabile                      |
| ----------- | -------------------------------------- | -------------------------------- |
| Mario       | Si                                     | Già sbloccato                    |
| Luigi       | Si                                     | Già sbloccato                    |
| Peach       | Si                                     | Già sbloccato                    |
| Toad        | Si                                     | Già sbloccato                    |
| Yoshi       | Si                                     | Già sbloccato                    |
| Toadette    | No                                     | Versa 600 Punti Party nello shop |
| Spunzo      | No                                     | Versa 600 Punti Party nello shop |
| Wario       | Si                                     | Già sbloccato                    |
| Waluigi     | No                                     | Già sbloccato                    |
| Daisy       | No                                     | Già sbloccato                    |
| Rosalinda   | Si                                     | Già sbloccato                    |
| Donkey Kong | Si                                     | Già sbloccato                    |
| Bowser      | Si                                     | Già sbloccato                    |

## Accoglienza
Complessivamente il gioco ha venduto 2,27 milioni di copie